# 언포겟터블 (2017년 영화)
《언포겟터블》(영어: Unforgettable)은 미국에서 제작된 2017년 드라마 스릴러 영화이다. 데니즈 디노비의 감독 데뷔작이며, 디노비는 제작에도 참여하였다. 로자리오 도슨, 캐서린 하이글, 제프 스털츠, 셰릴 래드 등이 출연하였다.

## 줄거리
줄리아는 전 남자친구 마이클의 폭력과 집착에서 벗어나 현 남자친구 데이비드와 약혼에 이르고, 행복하고 안정된 가정을 꿈꾼다. 그러나 데이비드와 이혼하면서 받은 충격과 상처를 여전히 떨쳐내지 못한 데이비드의 전 아내 테사는 질투심에 사로잡혀 줄리아를 자신의 삶에서 지워버리기로 결심하고 줄리아의 일상을 살아있는 지옥으로 만든다.

## 출연
- 로자리오 도슨 - 줄리아 뱅크스 역
- 캐서린 하이글 - 테사 코노버 역
- 제프 스털츠 - 데이비드 코노버 역
- 셰릴 래드 - 헬렌 "러비" 역
- 세라 번스 - 세라 역
- 휘트니 커밍스 - 앨리 역
- 사이먼 캐시어니디스 - 마이클 바개스 역
- 이저벨라 라이스 - 릴리 코노버 역
- 로버트 위즈덤 - 포프 형사 역
- 제이슨 블레어 - 제이슨 역

## 기타 제작진
- 총괄 제작: 스티븐 므누신
- 미술: 넬슨 코츠
- 의상: 메리언 토이